# 野靛棵
野靛棵（学名：[Mananthes patentiflora] 错误：{{Lang}}：文本有斜体标记（帮助））是爵床科野靛棵属的植物。分布于中国大陆的云南等地，生长于海拔500米至2,400米的地区，多生长于林内或沟谷溪旁，目前尚未由人工引种栽培。